# Монте Сан Джакомо
Мо̀нте Сан Джа̀комо (на италиански: Monte San Giacomo) е село и община в Южна Италия, провинция Салерно, регион Кампания. Разположено е на 668 m надморска височина. Населението на общината е 1662 души (към 2010 г.).